# Помажани (гміна Кросневіце)
Помажани (пол. Pomarzany) — село в Польщі, у гміні Кросневиці Кутновського повіту Лодзинського воєводства.
Населення — 323 особи (2011).
У 1975-1998 роках село належало до Плоцького воєводства.

## Демографія
Демографічна структура станом на 31 березня 2011 року:
|          | Загалом | Допрацездатний вік | Працездатний вік | Постпрацездатний вік |
| -------- | ------- | ------------------ | ---------------- | -------------------- |
| Чоловіки | 172     | 36                 | 112              | 24                   |
| Жінки    | 151     | 25                 | 86               | 40                   |
| Разом    | 323     | 61                 | 198              | 64                   |